# Dekanat Lipnica Murowana
Dekanat Lipnica Murowana – dekanat wchodzący w skład diecezji tarnowskiej.
Funkcję dziekana dekanatu lipnickiego pełni ks. Ryszard Kołodziej (proboszcz parafii Stary Wiśnicz), a wicedziekanem jest ks. Krzysztof Wąchała (proboszcz parafii Nowy Wiśnicz).
W skład dekanatu wchodzą parafie:
- Cichawka – Rektorat samodzielny Miłosierdzia Bożego
- Chronów – Parafia Ducha Świętego
- Kamionna – Parafia Najświętszej Maryi Panny Królowej Polski
- Kierlikówka – Parafia św. Józefa Oblubieńca NMP
- Kobyle – Parafia Matki Bożej Fatimskiej
- Królówka – Parafia Przemienienia Pańskiego
- Leszczyna – Parafia Najświętszej Maryi Panny Częstochowskiej
- Lipnica Murowana – Parafia św. Andrzeja Apostoła
- Łąkta Górna – Parafia Matki Bożej Nieustającej Pomocy
- Muchówka – Parafia Najświętszego Serca Pana Jezusa
- Nowy Wiśnicz – Parafia Najświętszej Maryi Panny Wniebowziętej
- Rajbrot – Parafia Narodzenia Najświętszej Marii Panny
- Stary Wiśnicz – Parafia św. Wojciecha
- Trzciana – Parafia św. Małgorzaty
- Żegocina – Parafia św. Mikołaja Biskupa